# Euthrausta holophaea
Euthrausta holophaea är en fjärilsart som beskrevs av Turner 1908. Euthrausta holophaea ingår i släktet Euthrausta och familjen Tineodidae. Inga underarter finns listade i Catalogue of Life.